# St. Martins (Missouri)
St. Martins è un comune degli Stati Uniti d'America, situato nello Stato del Missouri, nella contea di Cole.